# Комісія зі збереження морських живих ресурсів Антарктики
Комісія зі збереження морських живих ресурсів Антарктики (англ. Commission for the conservation of Antarctic marine living resources, CCAMLR, в російських джерелах — Антком) — міжурядова організація, яка відповідає за виконання положень Конвенції про збереження морських живих ресурсів Антарктики та здійснює контроль за промисловою та науково-дослідною діяльністю у межах районів, на які розповсюджується дія Конвенції.

## Історія
Січень 1820 року — до шельфових льодовиків Антарктида наблизилася російська експедиція на чолі з Ф.Беллінсгаузеном та М. Лазарєвим, впродовж 1819 —1821 років вона обійшла весь континент. 30 січня 1820 року на півострів Триніті, що є частиною Антарктичного континенту, висадилася британська експедиція на чолі з Едвардом Брансфілдом.
Початок XX ст — Нова Зеландія, Австралія, Аргентина, Чилі, Франція, Велика Британія, Норвегія висунули територіальні претензії на райони Антарктиди, які складали 4/5 усієї її території.
1959 — у Вашингтоні відбувають переговори між 12-ма країнами, які оголосили Антарктику сферою своїх інтересів. У результаті  між країнами підписується Договір про Антарктику, якій набрав чинність у 1961 році.
1964 — підписані Узгоджені заходи зі збереження флори та фауни Антарктики, які почали діяти тільки з 1982 року.
В період з 1960 по 1970 роки помітно зріс промисловий вилов риби та масштабний вилов криля у Південному океані.
1980 — в Австралії підписано Конвенцію про збереження морських живих ресурсів Антарктики.
Метою підписання документа був захист популяції криля від надмірного вилову у Південному океані з комерційною метою, враховуючи що криль — основне джерело харчування риб, птахів, тюленів та інших морських мешканців.
Для контролю за реалізацією положень Конвенції ухвалено рішення про створення Комісії зі збереження морських живих ресурсів Антарктики.

## Діяльність
Комісія зі збереження морських живих ресурсів Антарктики співпрацює з 17 урядовими та 3 неурядовими організаціями, серед них:
- Міжнародний союз охорони природи (IUCN)
- Організація з рибного промислу у південно-східній частині Атлантики (SEAFO)
- Продовольча та сільськогосподарська організація (FAO)

Комісія на сьогоднішній день реалізує такі програми:
- Програма з мічення риб
- Програма з морських відходів
- Програма з  моніторингу екосистем
- Система з міжнародного  наукового нагляду – важливіший дієвий метод отримання наукових даних, необхідних для вивчення впливу промислу на екологію в цілому та популяцію цільових видів риб і залежних видів морських мешканців.
- Заходи зі збереження підтримують дієвість моніторингу та систем спостереження. Країни-учасниці впроваджують системі спостереження та контролю, як:
- ліцензування суден;
- моніторинг за пересуванням та станом суден;
- порядок нагляду за вантажними роботами на суднах;
- інспекційний нагляд;
- оформлення документів на вилов.

## Члени
Країни отримують статус члена Комісії після ратифікації Конвенції про збереження морських живих ресурсів Антарктики або приєднання до неї.
Членами Комісії є: Європейський Союз та 25 держав:  Україна, Велика Британія, Австралія, Бельгія, Швеція, Франція, Німеччина, Польща, Норвегія, США, Бразилія, Аргентина, Нова Зеландія, Китай, Чилі, Індія, Італія, Японія, Уругвай, Росія, Корея, Намібія, ПАР, Іспанія, з 2019 р. — Нідерланди.
Перераховані держави сплачують щорічні внески та мають право брати участь у процесі затвердження рішень.
Країни, які офіційно заявили про дотримання положень Конвенції та взяли юридичне зобов'язання, але без відповідної процедури підписання документа, працюють у форматі приєднаних до Конвенції: Канада, Фінляндія, Болгарія, Острови Кука, Маврикій, Пакистан, Греція, Панама, Вануату, Перу.

## Участь України у Комісії зі збереження морських живих ресурсів Антарктики
- Дата набуття Україною членства: 22.05.1994 р.;
- Підстава для набуття членства в міжнародній організації: Постанова Верховної Ради України від 04.02.1994 № 3937-XII «Про участь України у Конвенції про збереження морських живих ресурсів Антарктики 1980 року»[3];
- Статус членства: Повноправний член;
- Характер фінансових зобов'язань України: Сплата щорічного членського внеску;
- Джерело здійснення видатків, пов'язаних з виконанням фінансових зобов'язань: Загальний фонд Державного бюджету;
- Вид валюти фінансових зобов'язань: Австралійський долар;
- Центральний орган виконавчої влади, відповідальний за виконання фінансових зобов'язань: Державне агентство рибного господарства України.[4]